# Marek Vomáčka
Marek Vomáčka (* 3. října 1973) je bývalý český fotbalista, záložník. Po skončení aktivní fotbalové kariéry se věnuje kulturistice.

## Fotbalová kariéra
V české lize hrál za Bohemians Praha. Nastoupil ve 3 utkáních. V nižších soutěžích hrál za SK Český Brod, FC Švarc Benešov, SC Xaverov Horní Počernice, FK Admira Slavoj Praha a DAC Dunajská Streda. S mládežnickým reprezentačním týmem do 16 let se stal mistrem Evropy v roce 1990 v Německém Erfurtu, kde ve finálovém souboji výběr Československa porazil tehdejší Jugoslávii 4:2 po prodloužení.

## Ligová bilance
| Ročník                          | Zápasy | Góly | Klub            |
| ------------------------------- | ------ | ---- | --------------- |
| 1. česká fotbalová liga 1993/94 | 3      | 0    | Bohemians Praha |
| CELKEM                          | 3      | 0    |                 |